# Premier League 2023/24
De Premier League 2023/24 was het 32e seizoen van de Premier League en het 125e seizoen van het Engelse hoogste niveau in het algemeen. De wedstrijden werden aangekondigd op 15 juni 2023 om 09:00 uur BST.  Manchester City was de titelverdediger en werd de eerste club, in het mannenvoetbal, in de geschiedenis van de Engelse Premier League die vier titels op rij wint.
Dit seizoen was het derde seizoen met een winterstop en er stonden geen Premier League-wedstrijden op het programma tussen 14 en 30 januari 2024.  De Premier League had bevestigd dat de zomerse transferperiode op 14 juni 2023 van start ging en op 1 september 2023 om 23:00 uur BST sloot. De winterperiode van de transferperiode ging open op 1 januari 2024 en sloot op 1 februari 2024 om 23:00 GMT 

## Teams
Twintig teams zullen strijden in de competitie - de zeventien beste teams van het vorige seizoen en de drie teams die zijn gepromoveerd vanuit het EFL Championship . De gepromoveerde teams zijn Burnley, Sheffield United en Luton Town, die na respectieve afwezigheid van een, twee en eenendertig jaar zullen terugkeren naar de hoogste divisie. Dit wordt ook het eerste seizoen van Luton Town in de Premier League.  Met hun promotie wordt Luton Town het eerste team dat tijdens het Premier League-tijdperk is gepromoveerd van non-league (5e niveau of lager in de piramide van de Engelse voetbalcompetitie) naar de hoogste klasse en de eerste die sinds promotie / degradatie binnen het vierde niveau van de Football League was toegestaan. Zij zullen Leicester City, Leeds United en Southampton vervangen, die na respectievelijk negen, drie en elf jaar in de hoogste klasse naar het EFL Championship waren gedegradeerd.

### Stadions en locaties
Opmerking: Tabel in alfabetische volgorde.
| Team                    | Plaats                    | Stadion                     | Capaciteit |
| ----------------------- | ------------------------- | --------------------------- | ---------- |
| Arsenal                 | Londen (Holloway)         | Emirates Stadion            | 60,704     |
| Aston Villa             | Birmingham                | Villapark                   | 42,657     |
| Bournemouth             | Bournemouth               | Dean Court                  | 11,307     |
| Brentford               | Londen (Brentford)        | Brentford Community-stadion | 17,250     |
| Brighton & Hove Albion  | Falmer                    | Falmer-stadion              | 31,800     |
| Burnley                 | Burnley                   | Turf Moor                   | 21,944     |
| Chelsea                 | Londen (Fulham)           | Stamford Bridge             | 40,343     |
| Crystal Palace          | Londen (Selhurst)         | Selhurst-park               | 25,486     |
| Everton                 | Liverpool (Walton)        | Goodison-park               | 39,414     |
| Fulham                  | Londen (Fulham)           | Craven Cottage              | 29,600     |
| Liverpool               | Liverpool (Anfield)       | Anfield                     | 53,394     |
| Luton Town              | Luton                     | Kenilworth Road             | 10,356     |
| Manchester City         | Manchester (Bradford)     | Etihad Stadium              | 53,400     |
| Manchester United       | Manchester (Old Trafford) | Old Trafford                | 74,310     |
| Newcastle United        | Newcastle upon Tyne       | St. James' Park             | 52,305     |
| Nottingham Forest       | West Bridgeford           | City Ground                 | 30,332     |
| Sheffield United        | Sheffield                 | Bramall Lane                | 32,050     |
| Tottenham Hotspur       | Londen (Tottenham)        | Tottenham Hotspur-stadion   | 62,850     |
| West Ham United         | Londen (Stratford)        | Olympisch Stadion           | 62,500     |
| Wolverhampton Wanderers | Wolverhampton             | Molineux-stadion            | 31,750     |

1. ↑  Luton heeft het kleinste stadion van de Premier League 23/24

### Trainers en tenues
| Team                    | Trainer             | Aanvoerder         | Kledingsponser | Hoofdsponser        | Mouwsponser                             |
| ----------------------- | ------------------- | ------------------ | -------------- | ------------------- | --------------------------------------- |
| Arsenal                 | Mikel Arteta        | Martin Ødegaard    | Adidas         | Emirates            | Rwanda Development Board (Visit Rwanda) |
| Aston Villa             | Unai Emery          | John McGinn        | Castore        | BK8                 | Trade Nation                            |
| Bournemouth             | Andoni Iraola       | Neto               | Umbro          | Dafabet             | DeWalt                                  |
| Brentford               | Thomas Frank        | Christian Nørgaard | Umbro          | Hollywoodbets       | PensionBee                              |
| Brighton & Hove Albion  | Roberto De Zerbi    | Lewis Dunk         | Nike           | American Express    | Snickers UK                             |
| Burnley                 | Vincent Kompany     | Jack Cork          | Umbro          | W88                 | Nader ter bepalen                       |
| Chelsea                 | Mauricio Pochettino | Reece James        | Nike           | Nader ter bepalen   | Nader ter bepalen                       |
| Crystal Palace          | Roy Hodgson         | Joel Ward          | Macron         | Cinch               | Kaiyun Sports                           |
| Everton                 | Sean Dyche          | Séamus Coleman     | Hummel         | Stake.com           | KICK                                    |
| Fulham                  | Marco Silva         | Tom Cairney        | Adidas         | SBOTOP              | World Mobile                            |
| Liverpool               | Jürgen Klopp        | Virgil van Dijk    | Nike           | Standard Chartered  | Expedia                                 |
| Luton Town              | Rob Edwards         | Tom Lockyer        | Umbro          | Utilita             | Freenow                                 |
| Manchester City         | Pep Guardiola       | Kyle Walker        | Puma           | Etihad Airways      | OKX                                     |
| Manchester United       | Erik ten Hag        | Bruno Fernandes    | Adidas         | TeamViewer          | DXC Technology                          |
| Newcastle United        | Eddie Howe          | Jamaal Lascelles   | Castore        | Sela                | Noon                                    |
| Nottingham Forest       | Nuno Espírito Santo | Ryan Yates         | Adidas         | Nader ter bepalen   | Ideagen                                 |
| Sheffield United        | Chris Wilder        | John Egan          | Erreà          | CFI Financial Group | Ultimate Champions                      |
| Tottenham Hotspur       | Ange Postecoglou    | Son Heung-min      | Nike           | AIA                 | Cinch                                   |
| West Ham United         | David Moyes         | Kurt Zouma         | Umbro          | Betway              | JD Sports                               |
| Wolverhampton Wanderers | Gary O'Neil         | Max Kilman         | Castore        | AstroPay            | 6686.com                                |

### Trainer wijzigingen
| Team                    | Uitgaande trainer  | Wijze van vertrek                    | Datum van vertrek | Positie in de ranglijst | Nieuwe trainer      | Begin datum      |
| ----------------------- | ------------------ | ------------------------------------ | ----------------- | ----------------------- | ------------------- | ---------------- |
| Chelsea                 | Frank Lampard      | Einde van de interim periode         | 28 mei 2023       | Voorseizoen             | Mauricio Pochettino | 29 mei 2023      |
| Tottenham Hotspur       | Ryan Mason         | Einde van de interim periode         | 28 mei 2023       | Voorseizoen             | Ange Postecoglou    | 6 juni 2023      |
| Bournemouth             | Gary O'Neil        | Ontslagen                            | 19 juni 2023      | Voorseizoen             | Andoni Iraola       | 19 juni 2023     |
| Wolverhampton Wanderers | Julen Lopetegui    | Wederzijdse toestemming              | 8 augustus 2023   | Voorseizoen             | Gary O'Neil         | 9 Augustus 2023  |
| Sheffield United        | Paul Heckingbottom | Ontslagen                            | 5 december 2023   | 20e                     | Chris Wilder        | 5 December 2023  |
| Nottingham Forest       | Steve Cooper       | Ontslagen                            | 19 December 2023  | 17e                     | Nuno Espírito Santo | 20 december 2023 |
| Crystal Palace          | Roy Hodgson        | stapt op wegens gezondheidsproblemen | 19 februari 2024  | 16e                     | Oliver Glasner      | 19 februari 2024 |

## Uitslagen
| Thuis \ Uit             | ARS | AVL | BOU | BRE | BHA | BUR | CHE | CRY | EVE | FUL | LIV | LUT | MCI | MUN | NEW | NFO | SHU | TOT | WHU | WOL |
| ----------------------- | --- | --- | --- | --- | --- | --- | --- | --- | --- | --- | --- | --- | --- | --- | --- | --- | --- | --- | --- | --- |
| Arsenal                 | —   | 0–2 | 3–0 | 2–1 | 2–0 | 3–1 | 5–0 | 5–0 | 2–1 | 2–2 | 3–1 | 2–0 | 1–0 | 3–1 | 4–1 | 2–1 | 5–0 | 2–2 | 0–2 | 2–1 |
| Aston Villa             | 1–0 | —   | 3–1 | 3–3 | 6–1 | 3–2 | 2–2 | 3–1 | 4–0 | 3–1 | 3–3 | 3–1 | 1–0 | 1–2 | 1–3 | 4–2 | 1–1 | 0–4 | 4–1 | 2–0 |
| Bournemouth             | 0–4 | 2–2 | —   | 1–2 | 3–0 | 2–1 | 0–0 | 1–0 | 2–1 | 3–0 | 0–4 | 4–3 | 0–1 | 2–2 | 2–0 | 1–1 | 2–2 | 0–2 | 1–1 | 1–2 |
| Brentford               | 0–1 | 1–2 | 2–2 | —   | 0–0 | 3–0 | 2–2 | 1–1 | 1–3 | 0–0 | 1–4 | 3–1 | 1–3 | 1–1 | 2–4 | 3–2 | 2–0 | 2–2 | 3–2 | 1–4 |
| Brighton & Hove Albion  | 0–3 | 1–0 | 3–1 | 2–1 | —   | 1–1 | 1–2 | 4–1 | 1–1 | 1–1 | 2–2 | 4–1 | 0–4 | 0–2 | 3–1 | 1–0 | 1–1 | 4–2 | 1–3 | 0–0 |
| Burnley                 | 0–5 | 1–3 | 0–2 | 2–1 | 1–1 | —   | 1–4 | 0–2 | 0–2 | 2–2 | 0–2 | 1–1 | 0–3 | 0–1 | 1–4 | 1–2 | 5–0 | 2–5 | 1–2 | 1–1 |
| Chelsea                 | 2–2 | 0–1 | 2–1 | 0–2 | 3–2 | 2–2 | —   | 2–1 | 6–0 | 1–0 | 1–1 | 3–0 | 4–4 | 4–3 | 3–2 | 0–1 | 2–0 | 2–0 | 5–0 | 2–4 |
| Crystal Palace          | 0–1 | 5–0 | 0–2 | 3–1 | 1–1 | 3–0 | 1–3 | —   | 2–3 | 0–0 | 1–2 | 1–1 | 2–4 | 4–0 | 2–0 | 0–0 | 3–2 | 1–2 | 5–2 | 3–2 |
| Everton                 | 0–1 | 0–0 | 3–0 | 1–0 | 1–1 | 1–0 | 2–0 | 1–1 | —   | 0–1 | 2–0 | 1–2 | 1–3 | 0–3 | 3–0 | 2–0 | 1–0 | 2–2 | 1–3 | 0–1 |
| Fulham                  | 2–1 | 1–2 | 3–1 | 0–3 | 3–0 | 0–2 | 0–2 | 1–1 | 0–0 | —   | 1–3 | 1–0 | 0–4 | 0–1 | 0–1 | 5–0 | 3–1 | 3–0 | 5–0 | 3–2 |
| Liverpool               | 1–1 | 3–0 | 3–1 | 3–0 | 2–1 | 3–1 | 4–1 | 0–1 | 2–0 | 4–3 | —   | 4–1 | 1–1 | 0–0 | 4–2 | 3–0 | 3–1 | 4–2 | 3–1 | 2–0 |
| Luton Town              | 3–4 | 2–3 | 2–1 | 1–5 | 4–0 | 1–2 | 2–3 | 2–1 | 1–1 | 2–4 | 1–1 | —   | 1–2 | 1–2 | 1–0 | 1–1 | 1–3 | 0–1 | 1–2 | 1–1 |
| Manchester City         | 0–0 | 4–1 | 6–1 | 1–0 | 2–1 | 3–1 | 1–1 | 2–2 | 2–0 | 5–1 | 1–1 | 5–1 | —   | 3–1 | 1–0 | 2–0 | 2–0 | 3–3 | 3–1 | 5–1 |
| Manchester United       | 0–1 | 3–2 | 0–3 | 2–1 | 1–3 | 1–1 | 2–1 | 0–1 | 2–0 | 1–2 | 2–2 | 1–0 | 0–3 | —   | 3–2 | 3–2 | 4–2 | 2–2 | 3–0 | 1–0 |
| Newcastle United        | 1–0 | 5–1 | 2–2 | 1–0 | 1–1 | 2–0 | 4–1 | 4–0 | 1–1 | 3–0 | 1–2 | 4–4 | 2–3 | 1–0 | —   | 1–3 | 5–1 | 4–0 | 4–3 | 3–0 |
| Nottingham Forest       | 1–2 | 2–0 | 2–3 | 1–1 | 2–3 | 1–1 | 2–3 | 1–1 | 0–1 | 3–1 | 0–1 | 2–2 | 0–2 | 2–1 | 2–3 | —   | 2–1 | 0–2 | 2–0 | 2–2 |
| Sheffield United        | 0–6 | 0–5 | 1–3 | 1–0 | 0–5 | 1–4 | 2–2 | 0–1 | 2–2 | 3–3 | 0–2 | 2–3 | 1–2 | 1–2 | 0–8 | 1–3 | —   | 0–3 | 2–2 | 2–1 |
| Tottenham Hotspur       | 2–3 | 1–2 | 3–1 | 3–2 | 2–1 | 2–1 | 1–4 | 3–1 | 2–1 | 2–0 | 2–1 | 2–1 | 0–2 | 2–0 | 4–1 | 3–1 | 2–1 | —   | 1–2 | 1–2 |
| West Ham United         | 0–6 | 1–1 | 1–1 | 4–2 | 0–0 | 2–2 | 3–1 | 1–1 | 0–1 | 0–2 | 2–2 | 3–1 | 1–3 | 2–0 | 2–2 | 3–2 | 2–0 | 1–1 | —   | 3–0 |
| Wolverhampton Wanderers | 0–2 | 1–1 | 0–1 | 0–2 | 1–4 | 1–0 | 2–1 | 1–3 | 3–0 | 2–1 | 1–3 | 2–1 | 2–1 | 3–4 | 2–2 | 1–1 | 1–0 | 2–1 | 1–2 | —   |

## Eindstand
| Pos | Team                    | Wed | W  | G  | V  | Ptn | DV | DT  | +/− | Kwalificatie of degradatie                        |
| --- | ----------------------- | --- | -- | -- | -- | --- | -- | --- | --- | ------------------------------------------------- |
| 1   | Manchester City (K)     | 38  | 28 | 7  | 3  | 91  | 96 | 34  | +62 | Kwalificatie voor Champions League competitiefase |
| 2   | Arsenal                 | 38  | 28 | 5  | 5  | 89  | 91 | 29  | +62 | Kwalificatie voor Champions League competitiefase |
| 3   | Liverpool (L)           | 38  | 24 | 10 | 4  | 82  | 86 | 41  | +45 | Kwalificatie voor Champions League competitiefase |
| 4   | Aston Villa             | 38  | 20 | 8  | 10 | 68  | 76 | 61  | +15 | Kwalificatie voor Champions League competitiefase |
| 5   | Tottenham Hotspur       | 38  | 20 | 6  | 12 | 66  | 74 | 61  | +13 | Kwalificatie voor Europa League competitiefase    |
| 6   | Chelsea                 | 38  | 18 | 9  | 11 | 63  | 77 | 63  | +14 | Play-offronde Conference League                   |
| 7   | Newcastle United        | 38  | 18 | 6  | 14 | 60  | 85 | 62  | +23 |                                                   |
| 8   | Manchester United (C)   | 38  | 18 | 6  | 14 | 60  | 57 | 58  | −1  | Kwalificatie voor Europa League competitiefase    |
| 9   | West Ham United         | 38  | 14 | 10 | 14 | 52  | 60 | 74  | −14 |                                                   |
| 10  | Crystal Palace          | 38  | 13 | 10 | 15 | 49  | 57 | 58  | −1  |                                                   |
| 11  | Brighton & Hove Albion  | 38  | 12 | 12 | 14 | 48  | 55 | 62  | −7  |                                                   |
| 12  | Bournemouth             | 38  | 13 | 9  | 16 | 48  | 54 | 67  | −13 |                                                   |
| 13  | Fulham                  | 38  | 13 | 8  | 17 | 47  | 55 | 61  | −6  |                                                   |
| 14  | Wolverhampton Wanderers | 38  | 13 | 7  | 18 | 46  | 50 | 65  | −15 |                                                   |
| 15  | Everton                 | 38  | 13 | 9  | 16 | 40  | 40 | 51  | −11 |                                                   |
| 16  | Brentford               | 38  | 10 | 9  | 19 | 39  | 56 | 65  | −9  |                                                   |
| 17  | Nottingham Forest       | 38  | 9  | 9  | 20 | 32  | 49 | 67  | −18 |                                                   |
| 18  | Luton Town (R)          | 38  | 6  | 8  | 24 | 26  | 52 | 85  | −33 | Degradatie naar EFL Championship                  |
| 19  | Burnley (R)             | 38  | 5  | 9  | 24 | 24  | 41 | 78  | −37 | Degradatie naar EFL Championship                  |
| 20  | Sheffield United (R)    | 38  | 3  | 7  | 28 | 16  | 35 | 104 | −69 | Degradatie naar EFL Championship                  |

1. ↑  Everton wordt 8 punten afgetrokken wegens het overtreden van de winstgevendheids- en duurzaamheidsregels van de Premier League.[77]Oorspronkelijk werden 10 punten afgetrokken, maar Everton ging in beroep tegen deze beslissing.[78]
2. ↑  Nottingham Forest wordt 4 punten afgetrokken wegens het overtreden van de winstgevendheids- en duurzaamheidsregels van de Premier League. Nottingham Forest gaat in beroep tegen deze beslissing.[79]